# Henk Voogd
Henk Voogd (Enschede, 7 april 1950 – Groningen, 8 maart 2007) was een Nederlands planoloog. Hij was hoogleraar planologie en stadsgeografie aan de Rijksuniversiteit Groningen.
Voogd studeerde sociale geografie aan de Universiteit van Utrecht en promoveerde in 1982 in Eindhoven in de technische wetenschappen bij promotores Henk Goudappel en Peter Nijkamp. Daarna was hij projectleider bij TNO in Delft en wetenschappelijk hoofdmedewerker bij de vakgroep Civiele Planologie aan de TH Delft.
Voogd gaf leiding aan de vakgroep planologie van de faculteit Ruimtelijke Wetenschappen in Groningen. Ook gaf hij vorm aan het onderwijs en onderzoek op het gebied van de planologie en de technische planologie. De laatste opleiding werd door hem opgericht. Met zijn publicaties leverde hij een belangrijke bijdrage aan het planologisch onderzoek, op nationaal en internationaal niveau.
Naast zijn vele wetenschappelijke bijdragen was Henk Voogd maatschappelijk ook actief, de laatste tijd onder andere als secretaris van de Adviesraad Gehandicapten in Tynaarlo.